# Guillermo Tambussi
Guillermo Andrés Tambussi (Mar del Plata, Buenos Aires, Argentina; 12 de noviembre de 1982) es un futbolista argentino. Juega de delantero y su actual club es el Club Renato Cesarini, que milita en las ligas regionales de Río Cuarto (Córdoba, Argentina). Es hermano menor del también exfutbolista de Racing de Avellaneda, Leo Tambussi.

## Carrera

### Racing Club
Debutó en la Academia en un partido amistoso contra Independiente de Avellaneda. En la primera fecha convirtió su único gol en Racing ante Argentinos Juniors. Jugó 5 partidos hasta que fue transferido a La Plata FC.

### La Plata FC
En 2004 llegó de Racing para ganar minutos y experiencia y se convirtió en figura. Jugó 25 partidos y metió 7 goles en su primera temporada. Ya con esta experiencia Racing adquiere sus servicios nuevamente.

### Racing Club (segundo paso)
Racing vio su enorme cuota goleadora en La Plata FC, pero no tuvo el rendimiento esperado. Tan sólo jugó dos partidos, pero sufrió al fallar varias chances en el Clásico de Avellaneda. Por esta polémica Tambussi juró jamás volver a jugar en Racing o en cualquier equipo de primera y fue otra vez vendido a La Plata FC.

### La Plata FC (segundo paso)
En 2006 vuelve a La Plata FC en donde en la temporada 2006 se convierte el goleador del equipo en la primera rueda con 19 partidos y 10 goles, en la segunda bajó el rendimiento debido a una lesión y jugó 10 partidos e hizo 3 goles.

### Sportivo Italiano
En el 2006 es adquirido por Sportivo Italiano. Convierte tan solo 5 goles en 11 partidos jugados con La Azzurra en su primer año, pero en su segundo año convierte 10 goles en 21 partidos y da 8 asistencia mejorando notablemente su rendimiento aunque su equipo terminó en cuartos de final del reducido. Jugó 31 partidos y anotó 15 goles con un promedio de 0,48.

### Sportivo Atenas
Tras una exitosa campaña en el 2006 de Sportivo Italiano, Guille Tambussi llega con buenos ojos al Albo, pero fue un paso sin pena ni gloria con tan solo 9 goles siendo el segundo goleador del equipo, que terminó fuera de la lucha del ascenso.

### Racing (Cba)
Sería un gran año para Guille ya que su equipo llegó a la final en donde perdió con Atlético Tucumán en los penales, siendo el autor de los 2 goles y terminando con 6 goles en 15 encuentros teniendo un promedio de 0,40 de goles por partido. Fue elogiado por los hinchas como uno de los mejores delanteros al término de la 1.ª década.

### Deportivo Maipú
En este equipo empezó con grandes lesiones en la rodilla derecha lo que impidió jugar con normalidad y el Deportivo Maipú terminó en la 10.ª posición aunque logrando 6 goles en 8 partidos teniendo hasta el momento su mejor promedio de su carrera (0,75).

### Palestino
Tiene su primer paso en el extranjero y ficha para Palestino en donde no convirtió goles pero tuvo sus minutos, principalmente en la Copa Chile donde su equipo llegó a octavos de final: jugó los partidos de ida y vuelta, y 1 por la liga frente a Colo-Colo, donde mete una asistencia que le daría el empate a su equipo (jugó 3 partidos y no metió goles, pero dio 2 asistencias).
Volvió a la Argentina, donde firmó con Estudiantes de Río Cuarto.

### Estudiantes de Río Cuarto
La poca cuota goleadora con la que venía de Chile no veían con buen visto a Tambussi, en lo colectivo su equipo hizo una pésima campaña y descendió otra vez al Torneo Argentino B, aunque fue goleador del equipo con 13 tantos de los 32 que hizo Estudiantes.

### Boca Unidos
Subió de categoría y el club de Corrientes lo fichó como su refuerzo estrella para encarar la Primera B Nacional.
Siempre entrando desde el banco solo consiguió un gol a Patronato de Paraná: jugó 12 partidos y se fue por la puerta de atrás, ya que mostró un nivel bajísimo y su poca cuota goleadora hizo que el club prescindiera de sus servicios.

### Crucero del Norte
Desde que descendió con Estudiantes (Río Cuarto) no fue el mismo goleador, ya que no pudo pasar de los 5 goles en los clubes que iba fichando, sin embargo levantó su rendimiento y metió 3 goles en sus 21 partidos como jugador del "Colectivero" pero la directiva no le renovó el contrato y decidió bajar nuevamente al Torneo Argentino A.

### San Martín de Tucumán
Luego de su pase por Crucero del Norte, en donde había mostrado un mejor nivel que el de los últimos años, decide bajar de categoría y ficha para San Martín de Tucumán. En "El Ciruja" juega sus dos partidos pero no logra convertir y el técnico Carlos Roldan decide ponerlo de suplente. En el último partido del Santo Tucumano convierte su primer gol en el equipo.
En el conjunto tucumano jugó 15 partidos e hizo 1 gol. Esta vez fue el propio Guillermo quién decidió alejarse del club y terminó rescindiendo.

### Deportivo Maipú
El club tucumano decide no renovarle el contrato y vuelve al Deportivo Maipú. Su primer gol fue a Andino de La Rioja: surgió después de una jugada con varios toques cuando Sergio Sánchez habilitó a Guillermo Tambussi, que frente al arquero Jefferson Sánchez definió cruzado y puso en ventaja a su equipo. Su segundo gol ante Estudiantes de San Luis poniendo el empate 2 a 2 en el empate 3 a 3. Su tercer y último gol fue a Gimnasia y Esgrima de Mendoza.

### Mitre de Santiago del Estero
Luego de su segundo paso por Deportivo Maipú y de haber jugado 8 encuentros y convertir 3 goles, firma para Mitre de Santiago del Estero, donde jugara a la par de excompañeros de San Martín de Tucumán (como Augusto Max, César More, su compañero de dupla en el Ciruja, Gonzalo Parisi). Increíblemente fue el peor paso de su carrera al jugar 33 encuentros sin anotar goles.

### Sportivo Atenas
En 2015 vuelve a Sportivo Atenas en su segundo ciclo luego de 10 años. Sin embargo esta segunda etapa estuvo marcada por un bajísimo rendimiento, 2 goles en 25 partidos en 2015, mientras que las lesiones le impidieron tener regularidad, jugando solo 5 encuentros y marcando solo 1 gol. Dejó el club con un saldo de 30 partidos y 3 goles.

### Juventud Unida (Río Cuarto)
En 2017 baja a las categorías regionales y ficha para el equipo cordobés Juventud Unida de Río Cuarto. En junio de 2019, decide poner fin a su paso por el club donde totabilizó 10 partidos jugados con 2 goles anotados.

### Deportivo Municipal (Córdoba)
Sin embargo recibe una oferta de este club, que milita también en las ligas regionales de córdoba, donde en su primer partido anotó el segundo gol de su equipo en la victoria 2-1 ante Banda Norte por la sexta fecha.
Anotaría su segundo gol frente a Acción Juvenil de Gral. Deheza a los 35 del primer tiempo en la victoria del Deportivo Municipal por 2 a 0.
Volvió a anotar frente a Atlético San Basilio en la derrota por 2 a 1. Su vuelta al gol sería en el Clásico de Adelia María donde su equipo cayó 2-1 frente a Atlético Adelia María, descontando de penal y llegando a los 4 goles en el equipo cordobés.

## Clubes y estadísticas

### Estadísticas
| Club                                | Temporada      | Liga  | Liga  | Copa Nacional | Copa Nacional | Copa Internacional | Copa Internacional | Total | Total |
| Club                                | Temporada      | Part. | Goles | Part.         | Goles         | Part.              | Goles              | Part. | Goles |
| ----------------------------------- | -------------- | ----- | ----- | ------------- | ------------- | ------------------ | ------------------ | ----- | ----- |
| Racing Club Argentina               | 2003           | 2     | 0     | -             | -             | -                  | -                  | 2     | 0     |
| Racing Club Argentina               | 2004           | 3     | 1     | -             | -             | -                  | -                  | 3     | 1     |
| Racing Club Argentina               | Total          | 5     | 1     | -             | -             | -                  | -                  | 5     | 1     |
| La Plata FC Argentina               | 2004           | 25    | 7     | -             | -             | -                  | -                  | 25    | 7     |
| La Plata FC Argentina               | Total          | 25    | 7     | -             | -             | -                  | -                  | 25    | 7     |
| Racing Club Argentina               | 2005           | 2     | 0     | -             | -             | -                  | -                  | 2     | 0     |
| Racing Club Argentina               | Total          | 2     | 0     | -             | -             | -                  | -                  | 2     | 0     |
| La Plata FC Argentina               | 2006           | 29    | 13    | -             | -             | -                  | -                  | 29    | 13    |
| La Plata FC Argentina               | Total          | 29    | 13    | -             | -             | -                  | -                  | 29    | 13    |
| Sportivo Italiano Argentina         | 2006           | 11    | 5     | -             | -             | -                  | -                  | 11    | 5     |
| Sportivo Italiano Argentina         | 2007           | 20    | 10    | -             | -             | -                  | -                  | 20    | 10    |
| Sportivo Italiano Argentina         | Total          | 31    | 15    | -             | -             | -                  | -                  | 31    | 15    |
| Sportivo Atenas Argentina           | 2007           | 11    | 4     | -             | -             | -                  | -                  | 11    | 4     |
| Sportivo Atenas Argentina           | 2008           | 11    | 5     | -             | -             | -                  | -                  | 11    | 5     |
| Sportivo Atenas Argentina           | Total          | 22    | 9     | -             | -             | -                  | -                  | 22    | 9     |
| Racing (Cba) Argentina              | 2008           | 10    | 6     | -             | -             | -                  | -                  | 10    | 6     |
| Racing (Cba) Argentina              | 2009           | 5     | 0     | -             | -             | -                  | -                  | 5     | 0     |
| Racing (Cba) Argentina              | Total          | 15    | 6     | -             | -             | -                  | -                  | 15    | 6     |
| Deportivo Maipú Argentina           | 2009           | 2     | 1     | -             | -             | -                  | -                  | 2     | 1     |
| Deportivo Maipú Argentina           | 2010           | 6     | 5     | -             | -             | -                  | -                  | 6     | 5     |
| Deportivo Maipú Argentina           | Total          | 8     | 6     | -             | -             | -                  | -                  | 8     | 6     |
| Palestino · Chile                   | 2010           | 1     | 0     | 2             | 0             | -                  | -                  | 3     | 0     |
| Palestino · Chile                   | Total          | 1     | 0     | 2             | 0             | -                  | -                  | 3     | 0     |
| Estudiantes de Río Cuarto Argentina | 2010           | 11    | 3     | -             | -             | -                  | -                  | 11    | 3     |
| Estudiantes de Río Cuarto Argentina | 2011           | 14    | 10    | -             | -             | -                  | -                  | 14    | 10    |
| Estudiantes de Río Cuarto Argentina | Total          | 25    | 13    | -             | -             | -                  | -                  | 25    | 13    |
| Boca Unidos Argentina               | 2011           | 4     | 0     | -             | -             | -                  | -                  | 4     | 0     |
| Boca Unidos Argentina               | 2012           | 8     | 1     | -             | -             | -                  | -                  | 8     | 1     |
| Boca Unidos Argentina               | Total          | 12    | 1     | -             | -             | -                  | -                  | 12    | 1     |
| Crucero del Norte Argentina         | 2012           | 8     | 1     | -             | -             | -                  | -                  | 8     | 1     |
| Crucero del Norte Argentina         | 2013           | 15    | 2     | -             | -             | -                  | -                  | 15    | 2     |
| Crucero del Norte Argentina         | Total          | 21    | 3     | -             | -             | -                  | -                  | 21    | 3     |
| San Martín de Tucumán Argentina     | 2013           | 10    | 1     | -             | -             | -                  | -                  | 10    | 1     |
| San Martín de Tucumán Argentina     | 2014           | 5     | 0     | -             | -             | -                  | -                  | 5     | 0     |
| San Martín de Tucumán Argentina     | Total          | 15    | 1     | -             | -             | -                  | -                  | 15    | 1     |
| Deportivo Maipú Argentina           | 2014           | 8     | 3     | -             | -             | -                  | -                  | 8     | 3     |
| Deportivo Maipú Argentina           | Total          | 8     | 3     | -             | -             | -                  | -                  | 8     | 3     |
| Mitre Argentina                     | 2013           | 15    | 0     | -             | -             | -                  | -                  | 15    | 0     |
| Mitre Argentina                     | 2014           | 18    | 0     | -             | -             | -                  | -                  | 18    | 0     |
| Mitre Argentina                     | Total          | 33    | 0     | -             | -             | -                  | -                  | 33    | 0     |
| Sportivo Atenas Argentina           | 2015           | 25    | 2     | -             | -             | -                  | -                  | 25    | 2     |
| Sportivo Atenas Argentina           | 2016           | 5     | 1     | -             | -             | -                  | -                  | 5     | 1     |
| Sportivo Atenas Argentina           | Total          | 30    | 3     | -             | -             | -                  | -                  | 30    | 3     |
| Juventud Unida Argentina            | 2017           | 8     | 2     | -             | -             | -                  | -                  | 8     | 2     |
| Juventud Unida Argentina            | 2018/2019      | 6     | 0     | -             | -             | -                  | -                  | 6     | 0     |
| Juventud Unida Argentina            | Total          | 14    | 2     | -             | -             | -                  | -                  | 14    | 2     |
| Deportivo Municipal Argentina       | 2019/2020      | 14    | 5     | -             | -             | -                  | -                  | 14    | 5     |
| Deportivo Municipal Argentina       | Total          | 14    | 5     | -             | -             | -                  | -                  | 14    | 5     |
| Marcador Total                      | Marcador Total | 310   | 88    | 2             | 0             | -                  | -                  | 312   | 88    |

## Vida personal
Es hermano menor del también futbolista Leonardo Gabriel Tambussi donde llegaron a compartir plantel en Racing Club y jugar juntos en 2 partidos (frente a Argentinos Juniors y Arsenal).